# Ígor Mikhàilovitx Grigóriev
Ígor Mikhàilovitx Grigóriev (rus: Игорь Михайлович Григорьев)  (Ostrogojsk, 16 de febrer de 1934 - 7 de juny de 2020), més conegut com a Ígor Grigóriev, fou un pilot de motocròs rus de renom internacional durant la dècada del 1960. Durant unes poques temporades aconseguí bons resultats al Campionat del món i la temporada de 1963 hi acabà en tercer lloc final a la categoria dels 250cc, esdevenint així el primer soviètic a culminar el mundial al podi. El 1965 guanyà el Gran Premi de la URSS de 500cc, celebrat a Kíev el 27 de juny.
Grigóriev va haver d'abandonar la competició de forma sobtada el 1967, quan quedà paraplègic arran d'una forta caiguda després d'un salt en un entrenament de pretemporada.

## Resum biogràfic
Nascut a Ostrogozhsk, a 90 km de Vorónej, el 1944 Grigóriev s'instal·là amb la seva família a Lviv, Ucraïna. El 1951, a 17 anys, va començar a competir en motocròs. La seva primera moto va ser una K-125 soviètica i a la primera cursa, acabà en tercer lloc. A la segona, va guanyar i va encetar una llarga etapa de victòries. El 1954 fou subcampió de l'URSS de 125cc i l'any següent, es passà al sidecarcross. El 1956 va tornar al motocròs individual i estigué a punt de guanyar el Campionat de l'URSS de 125cc, però un problema tècnic el va tornar a deixar en segon lloc. El 1957, finalment, aconseguí el campionat. Mentre competia, Grigóriev completà la seva formació a l'Institut Politècnic de Lviv, on es va graduar amb un títol en enginyeria minera.

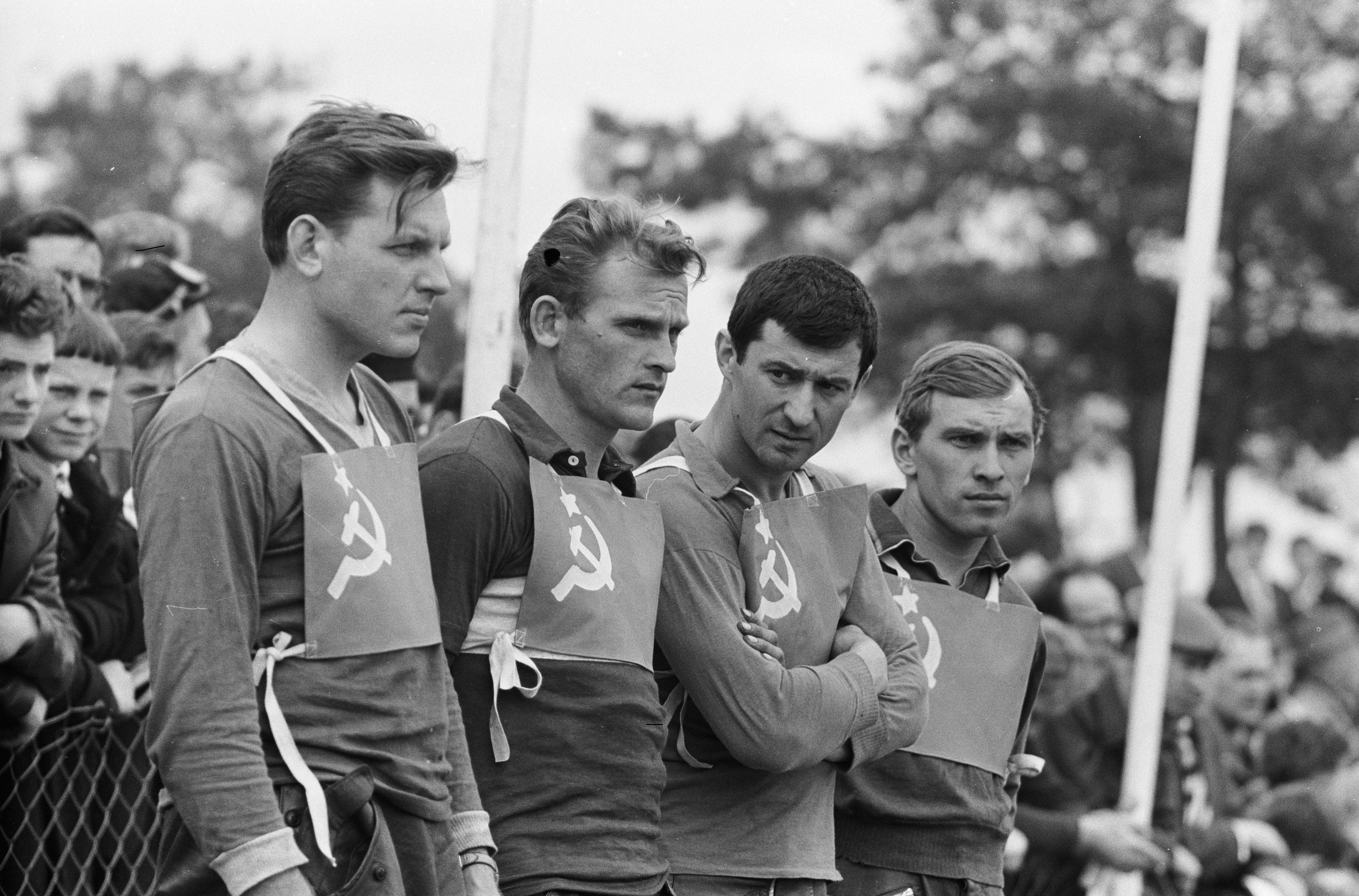
A la dreta: Ígor Grigóriev amb la representació soviètica al GP dels Països Baixos de 1962

El 1960, va guanyar el Campionat de l'URSS en dues categories (125 i 175cc) i alhora es fabricà la seva pròpia moto: aprofitant components de la K-175 (fabricada a Kovrov), va muntar-hi un cilindre fet per ell i va alleugerir la moto fins als 85 kg. Amb aquesta moto, coneguda com a Kovrovec, competí el 1962 al mundial de 250cc (durant la segona meitat de la temporada, ja que a la primera començà amb l'ESO però tingué nombroses avaries). Els seus bons resultats varen fer que els directius de ČZ li oferissin córrer amb la marca txecoslovaca a partir de 1963. Aquell primer any amb la CZ va acabar tercer al mundial darrere de Torsten Hallman i Vlastimil Valek. Gràcies als coneixements d'enginyeria de Grigóriev, la CZ anà millorant encara més i, en agraïment, els directius txecs l'anomenaren «treballador honorari» de la fàbrica. En aquells temps convulsos a l'URSS, però, Igor Grigóriev fou acusat d'antisoviètic i s'estigué tota la temporada de 1964 sense poder sortir a córrer a l'estranger, tot i que aconseguí encara prou punts per a classificar-se quart al mundial.
El 1965, a Kíev, va guanyar el Gran Premi de l'URSS de 500cc per davant del doble campió del món Jeff Smith, després d'imposar-se clarament a ambdues mànegues.

### L'accident de 1967
El 1967, Grigóriev s'estava preparant a fons a Polònia durant l'estada de pretemporada, amb la intenció d'aconseguir el títol de Campió del Món de 500cc aquell any. A CZ havien creat una moto única en aquells moments especialment per a ell (40 CV, canvi de 5 velocitats, etc.). A la sessió d'entrenament del matí, la vigília de la tornada a casa, el motor es va aturar de cop en ple salt prop d'un penya-segat escarpat i Grigóriev es va estavellar des de 6 metres d'alçada. Com a conseqüència de la caiguda, va patir ferides greus, la principal de les quals una fractura de la columna vertebral amb ruptura de la medul·la espinal (a més de fractures al braç, vuit costelles trencades i commoció cerebral). Durant dotze dies, els metges van lluitar per la seva vida i el van haver de treure d'un estat de mort clínica. Traslladat amb dificultat a l'URSS, li van oferir d'operar-lo a Anglaterra, però els metges soviètics s'hi van negar, al·legant que primer l'havien de tractar ells.
A causa de les seves lesions, Igor Grigóriev quedà immòbil del pit cap avall. Un cop recuperat mínimament, va començar un llarg període de rehabilitació amb exercicis especials i va intentar fins i tot posar-se dret, cosa que gairebé va aconseguir (malauradament, però, en caure es va trencar una cama i els metges li van prohibir de tornar-ho a intentar). Després de tres anys de recuperació amb intensos exercicis, aconseguí finalment certa mobilitat i actualment pot desplaçar-se amb cadira de rodes i conduir un automòbil adaptat.

### Darrers temps
Després del seu accident, Grigóriev es dedicà a entrenar joves pilots de motocròs des del club de motociclisme Dnipro, el qual creà en una fàbrica de Kíev. També va escriure dos llibres sobre esports de motor, va preparar motors per a motocicletes i va fer de comentarista de competicions de motor. Des de 1989, va començar a participar en competicions de cadires de rodes i ja el 1990 va quedar el segon de 58 participants en una marató de 42 km. Va participar també en ral·lis, curses i pujades de muntanya per a automòbils adaptats.
Cap al 2013, Grigóriev treballava a temps parcial com a consultor tècnic, reparava cotxes i preparava motors per a competicions, alhora que seguia entrenant-se per a competicions internacionals de marató per a discapacitats. A banda, havia escrit un tercer llibre sobre esports de motor però encara no n'havia trobat editor.
Va morir el 7 de juny de 2020 amb 86 anys.

## Palmarès
Font:
- 8 vegades Campió de l'URSS
- 4 vegades Subcampió de l'URSS

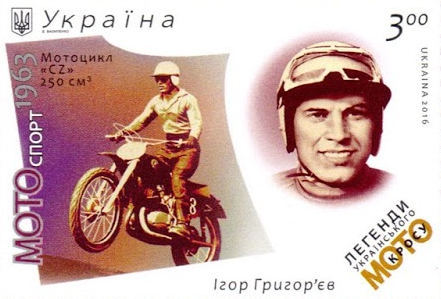
Grigóriev amb la CZ el 1963 en un segell ucraïnès del 2016

- 4 vegades tercer al Campionat de l'URSS
- 4 vegades Campió de les Forces Armades de la Unió Soviètica
- 4 vegades Campió de la Copa de l'Amistat
- 17 vegades Campió d'Ucraïna
- Al llarg de la seva carrera, aconseguí 143 victòries en curses de motocròs

### Resultats al Campionat del Món
Font:
| Any  | Motocicleta | 500cc | 250cc |
| ---- | ----------- | ----- | ----- |
| 1962 | Kovrovec    | -     | 14è   |
| 1963 | ČZ          | -     | 3r    |
| 1964 | ČZ          | -     | 4t    |
| 1965 | ČZ/ESO      | 10è   | 9è    |
| 1966 | ČZ          | 7è    | -     |